# Scherma ai Giochi della X Olimpiade - Fioretto individuale femminile
La competizione del fioretto individuale femminile  di scherma ai Giochi della X Olimpiade si tenne i giorni 2 e 4 agosto 1932 presso lo 160th Regiment State Armory a Los Angeles.

## Risultati

### Turno eliminatorio
Si è disputato il 2 di agosto. Due gruppi eliminatori le prime cinque classificate accedevano al gironi di finale. 
A qualificazioni acquisite alcuni assalti non si sono disputati.
| Pos. | Atleta            | Nazione       | Vittorie | SF | SC | Incontri | Incontri | Incontri | Incontri | Incontri | Incontri | Incontri | Incontri | Incontri |
| Pos. | Atleta            | Nazione       | Vittorie | SF | SC | ADD      | BOG      | MÜL      | OLS      | BUT      | LOC      | KLI      | ARC      | ESC      |
| ---- | ----------------- | ------------- | -------- | -- | -- | -------- | -------- | -------- | -------- | -------- | -------- | -------- | -------- | -------- |
| 1    | Jenny Addams      | Belgio        | 6        | 36 | 23 | X        | 2-5      | 4-5      | 5-4      | 5-1      | 5-2      | 5-4      | 5-2      | 5-0      |
| 2    | Erna Bogen-Bogáti | Ungheria      | 5        | 27 | 19 | 5-2      | X        | 5-4      | 2-5      | 5-4      | 5-2      | ND       | ND       | 5-2      |
| 3    | Ellen Preis       | Austria       | 5        | 29 | 21 | 5-4      | 4-5      | X        | 5-4      | ND       | 5-2      | 5-4      | ND       | 5-2      |
| 4    | Grete Olsen       | Danimarca     | 5        | 33 | 22 | 4-5      | 5-2      | 4-5      | X        | 5-4      | 5-4      | 5-0      | 5-2      | ND       |
| 5    | Peggy Butler      | Gran Bretagna | 4        | 29 | 21 | 1-5      | 4-5      | ND       | 4-5      | X        | 5-3      | 5-1      | 5-0      | 5-2      |
| 6    | Dorothy Locke     | Stati Uniti   | 3        | 28 | 32 | 2-5      | 2-5      | 2-5      | 4-5      | 3-5      | X        | 5-2      | 5-3      | 5-2      |
| 7    | Inger Klint       | Danimarca     | 2        | 21 | 31 | 4-5      | ND       | 4-5      | 0-5      | 1-5      | 2-5      | X        | 5-4      | 5-2      |
| 8    | Joan Archibald    | Canada        | 1        | 16 | 26 | 2-5      | ND       | ND       | 2-5      | 0-5      | 3-5      | 4-5      | X        | 5-1      |
| 9    | Eugenia Escudero  | Messico       | 0        | 11 | 35 | 0-5      | 2-5      | 2-5      | ND       | 2-5      | 2-5      | 2-5      | 1-5      | X        |

| Pos. | Atleta          | Nazione       | Vittorie | SF | SC | Incontri | Incontri | Incontri | Incontri | Incontri | Incontri | Incontri | Incontri |
| Pos. | Atleta          | Nazione       | Vittorie | SF | SC | MAY      | GUI      | MUN      | LLO      | DE       | DAN      | GUG      | VID      |
| ---- | --------------- | ------------- | -------- | -- | -- | -------- | -------- | -------- | -------- | -------- | -------- | -------- | -------- |
| 1    | Helene Mayer    | Germania      | 7        | 35 | 6  | X        | 5-3      | 5-0      | 5-0      | 5-2      | 5-1      | 5-0      | 5-0      |
| 2    | Judy Guinness   | Gran Bretagna | 5        | 32 | 25 | 3-5      | X        | 5-4      | 4-5      | 5-4      | 5-2      | 5-3      | 5-2      |
| 3    | Gerda Munck     | Danimarca     | 4        | 28 | 19 | 0-5      | 4-5      | X        | 5-2      | 5-1      | 4-5      | 5-1      | 5-0      |
| 4    | Marion Lloyd    | Stati Uniti   | 4        | 25 | 24 | 0-5      | 5-4      | 2-5      | X        | 3-5      | 5-4      | 5-0      | 5-1      |
| 5    | Johanna de Boer | Paesi Bassi   | 4        | 27 | 25 | 2-5      | 4-5      | 1-5      | 5-3      | X        | 5-2      | 5-2      | 5-3      |
| 6    | Margit Danÿ     | Ungheria      | 3        | 24 | 28 | 1-5      | 2-5      | 5-4      | 4-5      | 2-5      | X        | 5-3      | 5-1      |
| 7    | Muriel Guggolz  | Stati Uniti   | 1        | 14 | 31 | 0-5      | 3-5      | 1-5      | 0-5      | 2-5      | 3-5      | X        | 5-1      |
| 8    | Jeanne Vidal    | Francia       | 0        | 8  | 35 | 0-5      | 2-5      | 0-5      | 1-5      | 3-5      | 1-5      | 1-5      | X        |

### Girone finale
Si è disputato il 4 di agosto. 
| Pos.    | Atleta            | Nazione       | Vittorie | SF | SC | Incontri | Incontri | Incontri | Incontri | Incontri | Incontri | Incontri | Incontri | Incontri | Incontri | Barrage |
| Pos.    | Atleta            | Nazione       | Vittorie | SF | SC | MÜL      | GUI      | BOG      | ADD      | MAY      | DE       | MUN      | OLS      | LLO      | BUT      | Barrage |
| ------- | ----------------- | ------------- | -------- | -- | -- | -------- | -------- | -------- | -------- | -------- | -------- | -------- | -------- | -------- | -------- | ------- |
| Oro     | Ellen Preis       | Austria       | 8        | 44 | 27 | X        | 5-3      | 5-2      | 5-1      | 5-4      | 4-5      | 5-4      | 5-4      | 5-2      | 5-2      | 5-3     |
| Argento | Judy Guinness     | Gran Bretagna | 8        | 43 | 19 | 3-5      | X        | 5-1      | 5-2      | 5-1      | 5-1      | 5-3      | 5-4      | 5-1      | 5-1      | 3-5     |
| Bronzo  | Erna Bogen-Bogáti | Ungheria      | 7        | 38 | 30 | 2-5      | 1-5      | X        | 5-4      | 5-4      | 5-1      | 5-3      | 5-4      | 5-3      | 5-1      |         |
| 4       | Jenny Addams      | Belgio        | 6        | 37 | 29 | 1-5      | 2-5      | 4-5      | X        | 5-4      | 5-2      | 5-3      | 5-1      | 5-2      | 5-2      |         |
| 5       | Helene Mayer      | Germania      | 5        | 38 | 27 | 4-5      | 1-5      | 4-5      | 4-5      | X        | 5-1      | 5-2      | 5-1      | 5-2      | 5-1      |         |
| 6       | Johanna de Boer   | Paesi Bassi   | 5        | 30 | 35 | 5-4      | 1-5      | 1-5      | 2-5      | 1-5      | X        | 5-1      | 5-3      | 5-4      | 5-3      |         |
| 7       | Gerda Munck       | Danimarca     | 2        | 29 | 39 | 4-5      | 3-5      | 3-5      | 3-5      | 2-5      | 1-5      | X        | 3-5      | 5-2      | 5-2      |         |
| 8       | Grete Olsen       | Danimarca     | 2        | 31 | 42 | 4-5      | 4-5      | 4-5      | 1-5      | 1-5      | 3-5      | 5-3      | X        | 4-5      | 5-4      |         |
| 9       | Marion Lloyd      | Stati Uniti   | 2        | 26 | 42 | 2-5      | 1-5      | 3-5      | 2-5      | 2-5      | 4-5      | 2-5      | 5-4      | X        | 5-3      |         |
| 10      | Peggy Butler      | Gran Bretagna | 0        | 19 | 45 | 2-5      | 1-5      | 1-5      | 2-5      | 1-5      | 3-5      | 2-5      | 4-5      | 3-5      | X        |         |